# Heiner Garg

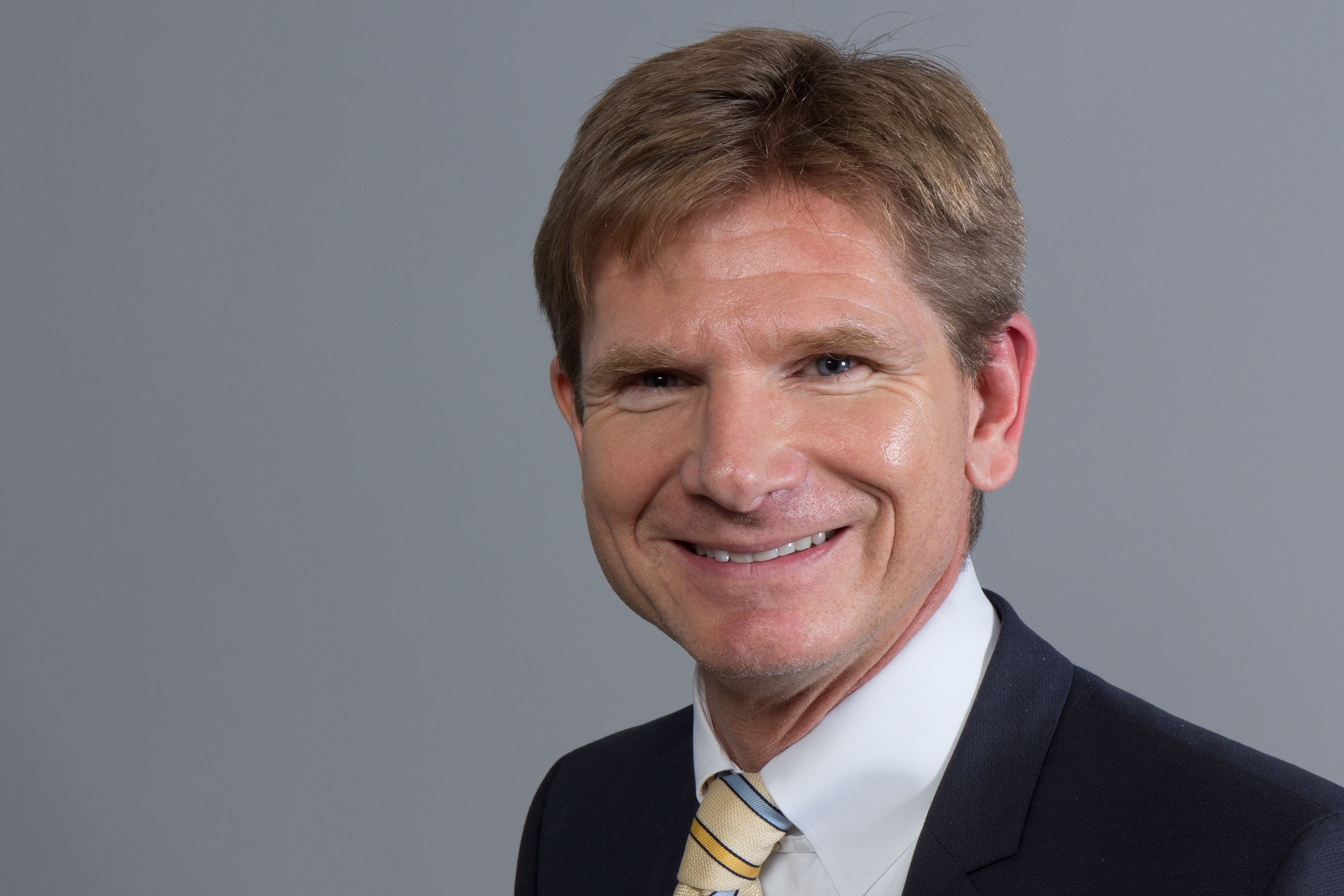
Heinrich Garg (2013)

Heinrich „Heiner“ Garg (* 9. Februar 1966 in Freiburg im Breisgau) ist ein deutscher Politiker (FDP). Er ist seit 2000 Abgeordneter im Schleswig-Holsteinischen Landtag und war von 2017 bis 2022 zweiter stellvertretender Ministerpräsident und erneut Minister für Soziales, Gesundheit, Jugend, Familie und Senioren des Landes Schleswig-Holstein im Kabinett Günther I.
Von 2009 bis 2012 hatte er dieses Amt als Landesminister für Arbeit, Soziales und Gesundheit sowie stellvertretender Ministerpräsident Schleswig-Holsteins bereits im Kabinett Carstensen II inne. Von 2003 bis 2009 war Garg ferner stellvertretender Vorsitzender und von 2012 bis 2017 parlamentarischer Geschäftsführer der schleswig-holsteinischen FDP-Landtagsfraktion. Von 2011 bis 2022 fungierte er als Landesvorsitzender der FDP Schleswig-Holstein.

## Leben und Beruf
Nach dem Abitur 1985 absolvierte Garg ein Studium der Wirtschaftswissenschaften an der Albert-Ludwigs-Universität Freiburg, das er 1991 als Diplom-Volkswirt beendete. Anschließend war er wissenschaftlicher Mitarbeiter und Doktorand am Institut für monetäre Ökonomie und Finanzwissenschaft II der Universität Freiburg und promovierte dort zum Dr. rer. pol. mit der Arbeit Pflegebedürftigkeit als Gegenstand ökonomischer Sicherungspolitik – Finanz- und ordnungspolitische Aspekte einer gesetzlichen Absicherung des Pflegerisikos.
1995 wurde er wissenschaftlicher Assistent der FDP-Fraktion im Landtag von Schleswig-Holstein und war dort tätig, bis er 2000 erstmals selbst als Abgeordneter in den Landtag einzog. Garg ist seit November 2020 verheiratet und wohnt mit seinem Ehepartner in Kiel.

## Partei
Garg trat 1990 in die FDP ein und seit 1996 gehörte er dem Vorstand des Kieler Kreisverbandes an, als dessen stellvertretender Vorsitzender er 1999 gewählt wurde. Von 2001 bis 2010 hatte er den Vorsitz des Kreisverbandes inne. Von 2011 bis 2022 war er Landesvorsitzender seiner Partei in Schleswig-Holstein.

## Wahl- und Regierungsämter
Garg ist seit der Landtagswahl in Schleswig-Holstein 2000 Abgeordneter im Schleswig-Holsteinischen Landtag und zog seitdem stets über die Landesliste der FDP in das Parlament ein. Zudem kandidierte er im Landtagswahlkreis Kiel-Nord, wo er 2012 4,2 %, 2017 6,7 % und 2022 7,3 % der Erststimmen erreichte, nachdem bei der Landtagswahl 2009 im Landtagswahlkreis Kiel-Ost noch 8,7 % der Erststimmen auf sich vereinigen konnte. Zunächst war er Mitglied im Sozialausschuss und von Januar 2003 bis Oktober 2009 auch Mitglied des Finanzausschusses und stellvertretender Vorsitzender der FDP-Landtagsfraktion. Nach der Landtagswahl 2005 konnte er seine Arbeit im Sozialausschuss fortsetzen und bekam zusätzlich einen Sitz im Wirtschaftsausschuss.
Mit der Bildung einer CDU/FDP-Koalition in Folge der Landtagswahl 2009 wurde er am 27. Oktober 2009 von Ministerpräsident Carstensen zum Landesminister für Arbeit, Soziales und Gesundheit sowie zum stellvertretenden Ministerpräsidenten Schleswig-Holsteins berufen. Mit dem Antritt der Regierung Albig nach der Landtagswahl am 12. Juni 2012 bekleidete er das Amt des parlamentarischen Geschäftsführers der FDP-Landtagsfraktion. Garg wurde Mitglied im Finanzausschuss und 2013 auch Mitglied im Sonderausschuss „Verfassungsreform“.
Nach Bildung einer Jamaika-Koalition von CDU, FDP und Grünen im Nachgang der Landtagswahl in Schleswig-Holstein 2017 wurde er am 28. Juni 2017 zum zweiten stellvertretenden Ministerpräsidenten und erneut zum Minister für Soziales, Gesundheit, Jugend, Familie und Senioren berufen und war Teil der Landesregierung Günther I. Nach der Bildung des Kabinetts Günther II schied er am 29. Juni 2022 wieder aus diesen Ämtern aus.